# HD 210762
HD 210762，又名BD+24 4548，SAO 90317、HR 8466，是一颗恒星，视星等为5.92，位于銀經82.97，銀緯-25.3，其B1900.0坐标为赤經22h 7m 29s，赤緯+24° -25.3′ 25″。